# Jorge Cáceres
Pour les articles homonymes, voir Cáceres.
Jorge Cáceres, de son vrai nom Luis Sergio Cáceres Toro, né à Santiago (Chili) le 18 avril 1923 et mort dans cette ville le 21 septembre 1949, est un poète, peintre et danseur chilien.

## Biographie
Le 18 juillet 1938, avant d'avoir quinze ans, il rejoint Braulio Arenas (1913-1988), Teófilo Cid (1914-1964) et Enrique Gómez Correa, les fondateurs du groupe surréaliste chilien Mandrágora, lors d'une cérémonie qui se tient à l'université du Chili.
Il est considéré comme étant l'un des favoris des sœurs Garmendia (en) dans le roman de Roberto Bolaño Distant Star (en), en particulier dans son œuvre Bound for the Great Polar Pyramid.

## Travaux
- René o la mecánica celeste (1941)
- Pasada Libre (1941)
- Monumento a los pájaros (1942)
- Por el camino de la gran pirámide polar (1942).
- El frac incubadora (1946)
- Textos Inéditos (1979). Compilation posthume par Ludwig Zeller.
- Jorge Cáceres, poesía encontrada (2002). Compilé par Guillermo Garcia, Pedro Montes, Mario Barrientos et Mauricio Artigas (Pentagrama Editors).